# Салазгорьское сельское поселение
Салазгорьское се́льское поселе́ние — муниципальное образование в Торбеевском районе Мордовии Российской Федерации.
Административный центр — село Салазгорь.

## История
Статус и границы сельского поселения установлены Законом Республики Мордовия от 28 декабря 2004 года № 127-З  «Об установлении границ муниципальных образований Торбеевского муниципального района, Торбеевского муниципального района и наделении их статусом сельского поселения, городского поселения и муниципального района».

## Население
| 2002  | 2010  | 2012  | 2013  | 2014  | 2015  | 2016  |
| ----- | ----- | ----- | ----- | ----- | ----- | ----- |
| 1662  | ↘1416 | ↘1351 | ↘1311 | ↘1259 | ↘1230 | ↘1184 |
| 2017  | 2018  | 2019  | 2020  | 2021  |       |       |
| ↘1173 | ↘1154 | ↘1119 | ↘1104 | ↗1341 |       |       |

## Состав сельского поселения
| № | Населённый пункт   | Тип населённого пункта       | Население |
| - | ------------------ | ---------------------------- | --------- |
| 1 | Саввинские Выселки | деревня                      | ↘81       |
| 2 | Салазгорь          | село, административный центр | ↘1105     |
| 3 | Светлый Путь       | посёлок                      | ↘20       |
| 4 | Центральный        | посёлок                      | ↘210      |